# امیلیا ریدبرگ
امیلیا ریدبرگ (به انگلیسی: Emilia Rydberg) (زاده ۵ ژانویهٔ ۱۹۷۸) خواننده سوئدی است.